# Harghita (pohoří)
Harghita (čti [hargita]) nebo Munții Harghitei (Harghitské hory) je pohoří ve středním Rumunsku. Patří k sopečnému pásmu Vnitřních Východních Karpat. Z hlediska rumunského členění rumunských Východních Karpat patří do střední skupiny zvané Carpații Moldo-Transilvani (Moldavsko-transylvánské Karpaty). Nejvyšší vrchol Harghita Mădăraș dosahuje 1800 m n. m.
Harghita se táhne severojižním směrem. Na severu se zvedá od města Gheorgheni, v sedle Sicaș (1000 m) na ni navazuje pohoří Gurghiu, v závěru údolí Mureșe (ten pramení nedaleko odtud; sedlo 891 m) pak pohoří Giurgeu. Od tohoto sedla na jih se táhne údolí horního Oltu, které vymezuje Harghitu z východu a odděluje ji od pohoří Hășmaș a Ciuc. U lázní Tușnad se údolí zužuje, naproti jižnímu konci Harghity se zde táhne pásmo Bodoc. Harghita končí sedlem Hatod (710 m), za nímž pokračuje pohoří Baraolt. Na západě spadá Harghita do Transylvánské vysočiny. Zhruba v polovině je Harghita přetnuta silnicí č. 13A spojující města Odorheiu Secuiesc a Miercurea-Ciuc (sedlo Vlăhița, 985 m).
Na bývalou sopečnou činnost v Harghitě ukazují zbytky kráterů, horké prameny, solfatary a mofety. Zvláštností jsou pahorky a jeskyně z opálu.